# Glacera Fedtxenko
La Glacera Fedtxenko (rus: Ледник Федченко) és una enorme glacera de la serralada Yazgulyam a les muntanyes del Pamir. Es troba a la part nord-central de la província Gorno-Badakhxan del Tadjikistan. La glacera és llarga i estreta, actualment estenent-se sobre 77 km i cobrint més de 700 km quadrats de superfície. És la glacera més llarga del món fora de les regions polars. El gruix màxim de la glacera és de 1,000 metres, i el volum de la Fedtxenko i les seves dotzenes d'afluents és de 144 quilòmetres cúbics—representant per exemple una tercera del volum del Llac Erie.

## Trajectòria i ubicació
La glacera segueix generalment la direcció nord a l'est del pic Garmo (6,595 m). La glacera comença a un alçada de 6,200 m sobre el nivell del mar, i acaba al riu Balandkiik prop de la frontera amb Kirguizstan a un alçada de 2,909 m. Les seves aigües alimenten els rius Muksu, Surkhob, Wakhsh, i Amudarià que desemboquen al Mar d'Aral.
A l'oest de la glacera es troba la serralada Acadèmia de Ciències, Mont Garmo, Pic Ismail Samani, Pic Korjenévskaia i les fonts dels rius Vanj i Yazgulyam. Al seu sud es troba el Pic Independència, a l'est el Pic Gorbundov (6,025 m), i al nord l'Altyn Mazar.

## Descoberta
La glacera fou descoberta el 1878 però no fou plenament explorada fins a l'arribada el 1928 d'una expedició alemano-soviètica sota Willi Rickmer Rickmers. Rep el nom de l'explorador rus Alexei Pavlovitx Fedtxenko (que no va descobrir la glacera, però). El 1910-1913 la glacera es va expandir 800–1000 m, blocant l'any següent el riu Balyandlik cap amunt. Es va enretirar en el període 1928-1960, aturant-se la rebuda d'aigua del Kosinenko, Ulugbeck, Alert i molts d'altres.

## Enllaços externs

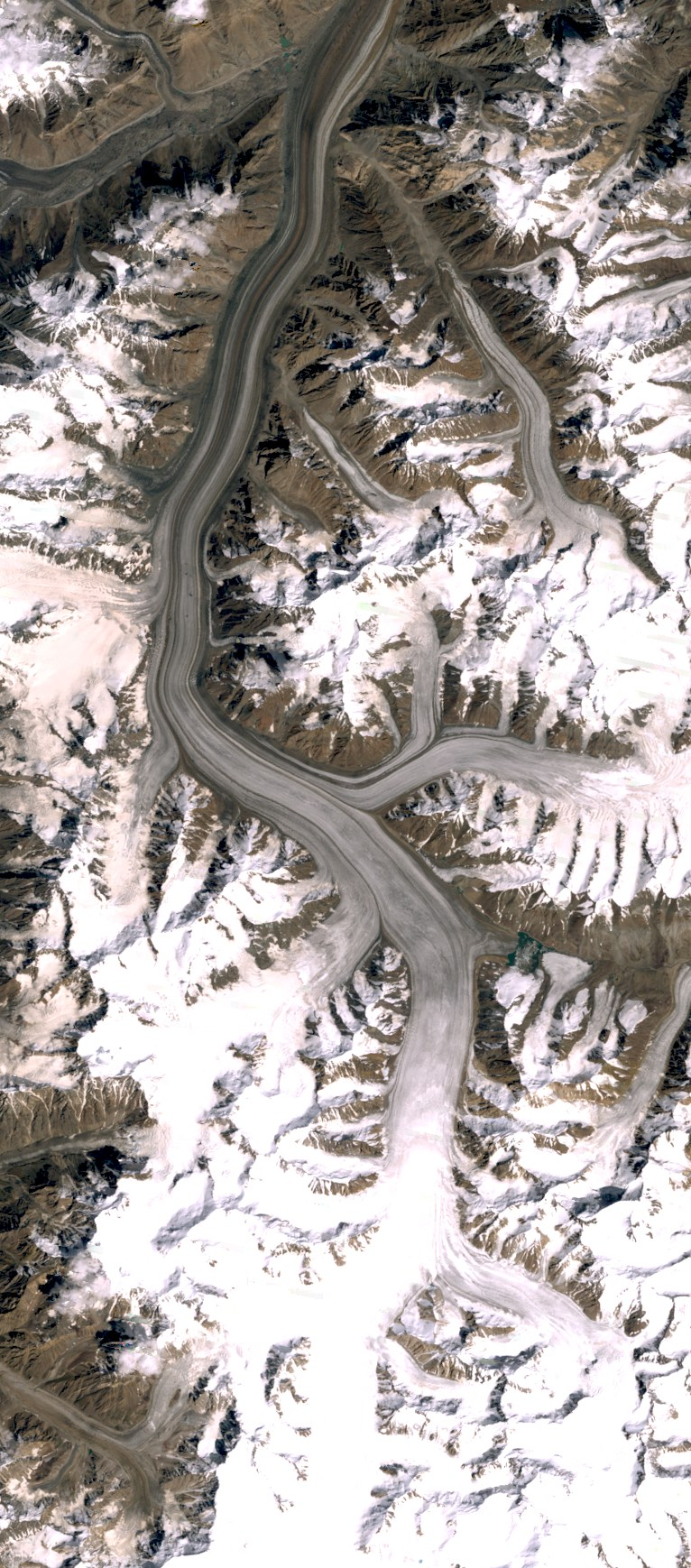
Glacera Fedtxenko, Imatge del satèl·lit Landsat 7, 2008-08-22

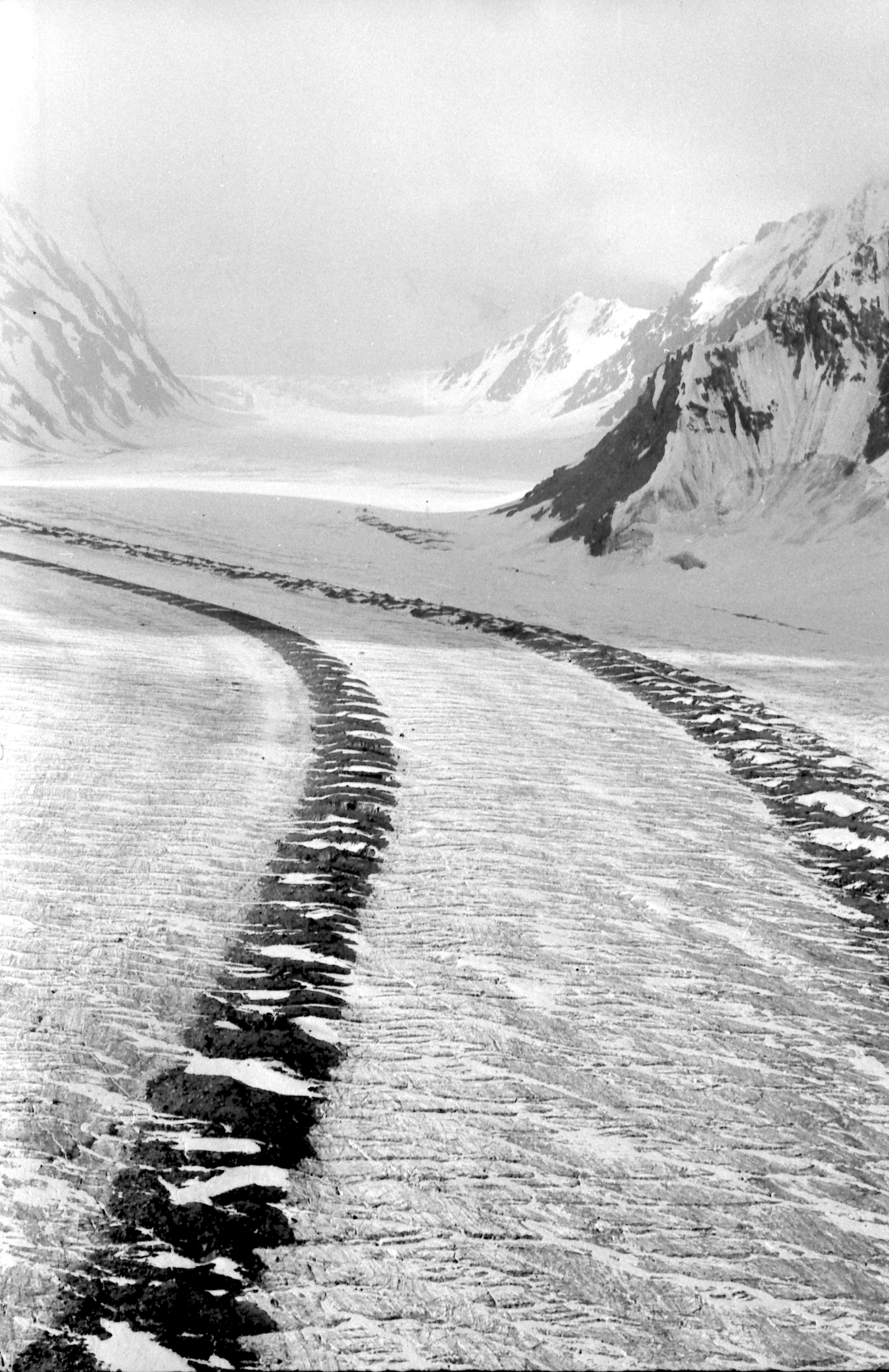
Glacera Fedtxenko el 1982. Foto presa per Jaan Künnap durant l'expedició Tartu Ülikool 350.